# Willibald Alexis
Georg Wilhelm Heinrich Häring, cunoscut sub pseudonimul Willibald Alexis (n. 29 iunie 1798, Breslau - d. 16 decembrie 1871, Arnstadt), a fost prozator german, inițiatorul romanului istoric de mari proporții în cadrul literaturii germane.

## Opera
- 1832: Cabanis ("Cabanis")
- 1838: Douăsprezece nopți ("Zwölf Nächte")
- 1852: Liniștea este orima datorie a cetățeanului ("Ruhe ist die erste Bürgerpflicht")
- 1854: Isegrim ("Isegrim")
- 1846: Pantalonii domnului von Bredow ("Die Hosen des Herrn von Bredow")
- 1856: Dorotheea ("Dorothee")

## Publicații în România
- Alexis, Willibald, Pantalonii domnului von Bredow, tradus de Hertha Perez; Doina Florea-Ciornei, București, 1976: Editura Univers, Colecția Romanului istoric, p. 328